# Granate de itrio y aluminio
El granate de itrio y aluminio (YAG,Y3Al5O12) es un material cristalino sintético del grupo de los granates. Es una fase cúbica de óxido de aluminio y itrio, con otros ejemplos como YAlO 3 (YAP) en una forma hexagonal u ortorrómbica, similar a la perovskita, y la monoclínica Y4Al2O9 (YAM).
Debido a su amplia transparencia óptica, baja tensión interna, gran dureza y resistencia química y térmica, el YAG se utiliza para una gran variedad de ópticas. Su falta de birrefringencia (a diferencia del zafiro) lo convierte en un material interesante para sistemas láser de alta energía/alta potencia. Los niveles de daño láser de YAG oscilaron entre 1,1 y 2,2 kJ/cm² (1064 nm, 10 ns).
El YAG, al igual que el granate y el zafiro, no se utiliza como medio láser en estado puro. Sin embargo, tras ser dopado con un ion apropiado, el YAG se utiliza habitualmente como material huésped en diversos láseres de estado sólido. Elementos de tierras raras como el neodimio y el erbio pueden doparse en YAG como iones láser activos, dando lugar a los láseres Nd:YAG y Er:YAG, respectivamente. El YAG dopado con cerio (Ce:YAG) se utiliza como fósforo en tubos de rayos catódicos y diodos emisores de luz blanca, y como centelleador.

## El YAG como piedra preciosa
Durante un tiempo, el YAG se utilizó en joyería como simulador de diamantes y otras piedras preciosas. Las variantes coloreadas y sus elementos dopantes incluyen: verde (cromo), azul (cobalto), rojo (manganeso), amarillo (titanio), azul/rosa/púrpura (neodimio, dependiendo de la fuente de luz), rosa y naranja. Como gemas facetadas, se valoran (al igual que las sintéticas) por su claridad, durabilidad, alto índice de refracción y dispersión, y ocasionalmente propiedades como la simulación de la propiedad de cambio de color de la alejandrita. El ángulo crítico del YAG es de 33 grados. El YAG se corta como el granate natural, y el pulido se realiza con alúmina o diamante (grano 50 000 o 100 000) en discos de pulido comunes. El YAG tiene baja sensibilidad al calor.
Como piedra preciosa sintética, el YAG tiene numerosas variantes y nombres comerciales, así como una serie de denominaciones erróneas. Algunos nombres sinónimos son: alexita, amamita, circolita, dia-bud, diamita, diamogem, diamonair, diamone, diamonique, diamonita, diamonte, di'yag, geminair, gemonair, kimberly, diamante simulado de Linde, nier-gem, regalair, replique, somerset, triamond, YAIG y granate de itrio. La producción para el comercio de piedras preciosas disminuyó tras la introducción de la zirconia cúbica sintética; en 1995 la producción era escasa.

## Variedades de uso técnico

### Nd:YAG

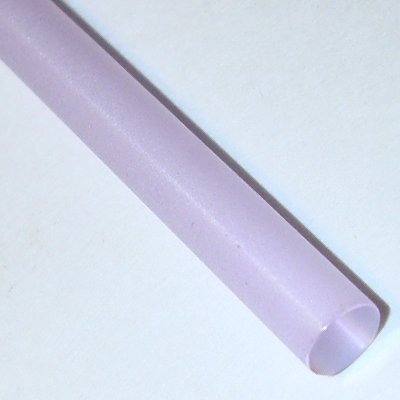
Varilla láser Nd:YAG de 0,5 cm de diámetro.

El YAG dopado con neodimio (Nd:YAG) se desarrolló a principios de la década de 1960, y el primer láser Nd:YAG operativo se inventó en 1964. El neodimio-YAG es el medio láser activo más utilizado en láseres de estado sólido, desde los láseres de onda continua de baja potencia hasta los láseres de conmutación Q (pulsados) de alta potencia con niveles de potencia medidos en kilovatios. La conductividad térmica de Nd:YAG es mayor y su vida útil de fluorescencia es aproximadamente el doble que la de los cristales de Nd:YVO4; sin embargo, no es tan eficiente y es menos estable, lo que requiere temperaturas controladas con mayor precisión. La mejor banda de absorción del Nd:YAG para bombear el láser está centrada en 807,5 nm, y tiene una anchura de 1 nm.
La mayoría de los láseres Nd:YAG producen luz infrarroja a una longitud de onda de 1064 nm. La luz de esta longitud de onda es bastante peligrosa para la visión, ya que puede ser enfocada por el cristalino del ojo sobre la retina, pero la luz es invisible y no desencadena el reflejo del parpadeo. Los láseres Nd:YAG también se pueden utilizar con cristales de duplicación o triplicación de frecuencia, para producir luz verde con una longitud de onda de 532 nm o luz ultravioleta a 355 nm, respectivamente.
La concentración de dopante en los cristales de Nd:YAG de uso común suele variar entre 0,5 y 1,4 por ciento molar. Una mayor concentración de dopante se utiliza para láseres pulsados; una menor concentración es adecuada para láseres de onda continua. El Nd:YAG tiene un color rosado-púrpura, siendo las varillas con dopante más ligero menos intensas que las más dopadas. Como su espectro de absorción es estrecho, la tonalidad depende de la luz bajo la que se observe.

### Nd:Cr:YAG
El YAG dopado con neodimio y cromo (Nd:Cr:YAG o Nd/Cr:YAG) tiene unas características de absorción superiores al Nd:YAG. Esto se debe a que la energía es absorbida por las bandas de absorción anchas del dopante Cr3+ y luego transferida a Nd3+ mediante interacciones dipolo-dipolo. Este material se ha sugerido para su uso en láseres de bombeo solar, que podrían formar parte de un sistema de satélites de energía solar.

### Er:YAG
El YAG dopado con erbio (Er:YAG) es un medio láser activo que emite láseres a 2940 nm. Sus bandas de absorción aptas para el bombeo son amplias y se sitúan entre 600 y 800 nm, lo que permite un bombeo eficaz de las lámparas de destello. La concentración de dopante utilizada es elevada: se sustituye aproximadamente el 50% de los átomos de itrio. La longitud de onda del láser Er:YAG se acopla bien al agua y a los fluidos corporales, lo que hace que este láser sea especialmente útil en medicina y odontología; se utiliza para el tratamiento del esmalte dental y en cirugía estética. El Er:YAG se utiliza para la monitorización no invasiva del azúcar en sangre. Las propiedades mecánicas del Er:YAG son esencialmente las mismas que las del Nd:YAG. El Er:YAG funciona a longitudes de onda en las que el umbral de daño ocular es relativamente alto (ya que la luz se absorbe antes de incidir en la retina), funciona bien a temperatura ambiente y tiene una alta eficiencia de pendiente. El Er:YAG es de color rosa.

### Yb:YAG
El YAG dopado con iterbio (Yb:YAG) es un medio láser activo que emite láseres a 1030 nm, con una banda de absorción ancha de 18 nm a 940 nm. Es uno de los medios más útiles para los láseres de estado sólido de alta potencia bombeados por diodo. Los niveles de dopante utilizados oscilan entre el 0,2% y el 30% de átomos de itrio sustituidos. El Yb:YAG tiene un calentamiento fraccional muy bajo, una eficiencia de pendiente muy alta y ninguna absorción de estado excitado o conversión ascendente, una gran resistencia mecánica y una alta conductividad térmica. El Yb:YAG puede bombearse mediante diodos láser InGaAs fiables a 940 o 970 nm.
El Yb:YAG es un buen sustituto del Nd:YAG de 1064 nm en aplicaciones de alta potencia, y su versión de 515 nm de frecuencia duplicada puede sustituir a los láseres de argón de 514 nm.

### Nd:Ce:YAG
El YAG de doble dopaje de neodimio y cerio ( Nd:Ce:YAG, o Nd,Ce:YAG) es un material de medio láser activo muy similar al Nd:YAG. Los átomos de cerio añadidos absorben fuertemente en la región ultravioleta y transfieren su energía a los átomos de neodimio, aumentando la eficacia de bombeo; el resultado es una menor distorsión térmica y una mayor potencia de salida que Nd:YAG al mismo nivel de bombeo. La longitud de onda de láser, 1064 nm, es la misma que la del Nd:YAG. El material tiene una buena resistencia a los daños causados por los rayos UV de la fuente de bombeo y un umbral de láser bajo. Normalmente, el 1,1-1,4% de los átomos de Y se sustituyen por Nd y el 0,05-0,1% por Ce.

### Ho Cr:Tm:YAG
El YAG triple dopado de holmio - cromo - tulio ( Ho:Cr:Tm:YAG, o Ho,Cr,Tm:YAG ) es un material de medio láser activo de alta eficacia. Produce láser a 2080 nm y puede ser bombeado por una lámpara de flash o un diodo láser. Se utiliza mucho en el ejército, la medicina y la meteorología. Funciona bien a temperatura ambiente, tiene una alta eficiencia de pendiente y opera a una longitud de onda en la que el umbral de daño ocular es relativamente alto. Cuando se bombea mediante un diodo, se puede utilizar la banda de 785 nm para el ion Tm3+. Otras bandas de bombeo importantes se sitúan entre 400 y 800 nm. Los niveles de dopante utilizados son 0,35 atom.% Ho, 5,8 atom.% Tm y 1,5 at.% Cr. Las varillas tienen un color verde, impartido por el cromo(III).

### Tm:YAG
El YAG dopado con tulio (Tm:YAG) es un medio láser activo que opera entre 1930 y 2040 nm. Es adecuado para el bombeo de diodos. Un láser Tm:YAG de modo dual emite dos frecuencias separadas por 1 GHz.

### Cr4+:YAG
El YAG dopado con cromo (IV) (Cr:YAG) proporciona una gran sección transversal de absorción en la región espectral de 0,9-1,2 micrómetros, lo que lo convierte en una opción atractiva como conmutador Q pasivo para láseres dopados con Nd. Los dispositivos resultantes son de estado sólido, compactos y de bajo coste. El Cr:YAG tiene un alto umbral de daño, buena conductividad térmica, buena estabilidad química, resiste la radiación ultravioleta y es fácilmente mecanizable. Está sustituyendo a otros materiales de conmutación Q más tradicionales, como el fluoruro de litio y los colorantes orgánicos. Los niveles de dopante utilizados oscilan entre el 0,5 y el 3 por ciento (molar). El Cr:YAG puede utilizarse para la conmutación Q pasiva de láseres que funcionan a longitudes de onda entre 1000 y 1200 nm, como los basados en Nd:YAG, Nd:YLF, Nd:YVO4 e Yb:YAG.
El Cr:YAG también puede utilizarse como medio de ganancia láser, produciendo láseres sintonizables con salidas ajustables entre 1350 y 1550 nm. El láser Cr:YAG puede generar pulsos ultracortos (del orden de los femtosegundos) cuando es bombeado a 1064 nm por un láser Nd:YAG.

### Dy:YAG
El YAG dopado con disprosio ( Dy:YAG ) es un fósforo sensible a la temperatura que se utiliza en mediciones de temperatura. El fósforo es excitado por un pulso láser y se observa su fluorescencia dependiente de la temperatura. Dy:YAG es sensible en rangos de 300–1700 K. El fósforo se puede aplicar directamente a la superficie medida o al extremo de una fibra óptica . También se ha estudiado como fósforo emisor de luz blanca monofásico en diodos emisores de luz blanca convertida en fósforo.

### SM:YAG
El YAG dopado con samario (Sm:YAG) es un fósforo sensible a la temperatura similar al Dy:YAG.

### Tb: YAG
El YAG dopado con terbio (Tb:YAG) es un fósforo que se utiliza en los tubos de rayos catódicos. Emite en color amarillo verdoso, a 544 nm.

### Ce:YAG
El YAG dopado con cerio (III) (Ce:YAG o YAG:Ce) es un fósforo, o un centelleador cuando está en forma de monocristal puro, con una amplia gama de usos. Emite luz amarilla cuando se somete a luz azul, ultravioleta o rayos X. Se utiliza en diodos emisores de luz blanca como recubrimiento de un diodo InGaN azul de alta luminosidad, convirtiendo parte de la luz azul en amarilla, que luego aparece como blanca. Esta disposición no ofrece una reproducción cromática ideal.
El Ce:YAG también se utiliza en algunas lámparas de vapor de mercurio como uno de los fósforos, a menudo junto con el Eu:Y(P,V)O4 (fosfato-vanadato de itrio). También se utiliza como fósforo en tubos de rayos catódicos, donde emite luz verde (530 nm) a amarillo-verde (550 nm). Cuando es excitado por electrones, prácticamente no presenta resplandor (tiempo de decaimiento de 70 ns). Es adecuado para su uso en fotomultiplicadores.
El Ce:YAG se utiliza en escáneres PET, detectores de radiación gamma de alta energía y de partículas cargadas, y pantallas de imagen de alta resolución para rayos gamma, rayos X, radiación beta y radiación ultravioleta.
El Ce:YAG se puede dopar aún más con gadolinio.